# Adel Theodor Khoury
Adel Theodor Khoury (in arabo  عادل خوري‎?) (Tibnin, 26 maggio 1930 – Bonn, 14 luglio 2023) è stato un teologo libanese naturalizzato tedesco, professore all'Università di Münster fino al 1993.
Conosciuto per il suo impegno nel dialogo tra Cristianesimo e Islam, è stato autore di una delle più famose traduzioni in tedesco del Corano.
Nel 1966, Khoury ha anche tradotto molti dialoghi tra l'imperatore di Bisanzio Manuele II Paleologo e un "colto Persiano" (una persona che parlava però in greco). Tale dialogo è balzato di recente alle cronache mediatiche, dopo che Benedetto XVI ne ha tratto una citazione, utilizzata in un delicato e controverso passaggio della cosiddetta "lezione di Ratisbona".
Nel 2004 è stato testimone, a Ṣūfāniyya, periferia di Damasco, di un preteso miracolo compiuto dalla stigmatizzata Myrna Nazzour.

## Opere
- Manuel Paléologue. Entretiens avec un Musulman, Introduction, texte critique, traduction et notes par Theodore Khoury, Editions du cerf, Paris 1966
- Einführung in die Grundlagen des Islams. Graz, Wien, Köln: Styria 1978 ISBN 3-222-11126-X
- Der Islam: sein Glaube, seine Lebensordnung, sein Anspruch. Freiburg im Breisgau; Basel; Wien: Herder 1988 u.ö. ISBN 3-451-04167-7
- (Ed.): Lexikon des Islam: Geschichte, Ideen, Gestalten. 3 Bde., 1. Aufl. 1991 ISBN 3-451-04036-0; überarbeitete Neuaufl. 1999 ISBN 3-451-04753-5; CD-ROM 2004 ISBN 3-89853-447-2
- (Hg.): Das Ethos der Weltreligionen. Freiburg im Breisgau; Basel; Wien: Herder 1993 ISBN 3-451-04166-9
- Christen unterm Halbmond: religiöse Minderheiten unter der Herrschaft des Islam. Freiburg im Breisgau; Basel; Wien: Herder 1994 ISBN 3-451-22851-3
- (Ed.): Kleine Bibliothek der Religionen. 10 Bde., Freiburg im Breisgau; Basel; Wien: Herder 1995-2001
- zus. m. Peter Heine und Janbernd Oebbecke: Handbuch Recht und Kultur des Islams in der deutschen Gesellschaft: Probleme im Alltag - Hintergründe - Antworten. Gütersloh: Gütersloher Verl.-Haus 2000 ISBN 3-579-02663-1
- Der Islam und die westliche Welt: religiöse und politische Grundfragen. Darmstadt: WBG; Primus 2001 ISBN 3-89678-437-4
- Mit Muslimen in Frieden leben: Friedenspotentiale des Islam. Würzburg: Echter 2002 ISBN 3-429-02455-2
- (Ed.): Krieg und Gewalt in den Weltreligionen: Fakten und Hintergründe. Freiburg im Breisgau; Basel; Wien: Herder 2003 ISBN 3-451-28245-3
- (Übersetzung und Kommentar): Der Koran: arabisch-deutsch. Gütersloh: Kaiser, Gütersloher Verl.-Haus 2004 ISBN 3-579-05408-2
- Der Koran: erschlossen und kommentiert von Adel Theodor Khoury. Düsseldorf: Patmos 2005 ISBN 3-491-72485-6 (Recensione a  H-Soz-u-Kult)
- (Ed.): Die Weltreligionen und die Ethik. Freiburg im Breisgau; Basel; Wien: Herder 2005 ISBN 3-451-05648-8
- Sufanieh: eine Botschaft für die Christen in der Welt. Altenberge: Oros 2005 ISBN 3-89375-212-9